# Hiraea villosa
Hiraea villosa là một loài thực vật có hoa trong họ Malpighiaceae. Loài này được Poepp. ex Nied. mô tả khoa học đầu tiên năm 1906.